# 周頤
周頤（朝鮮語: 주이）は、新羅の文官であり、朝鮮氏族の尚州周氏の始祖である。
中国唐出身であり、唐徳宗の時代に兵部侍郎を務め、786年に副使として新羅に派遣され、侍衛府大監・兵部令・尚州摠管を務めて帰化した。
周頤の息子の周璜は、唐に戻り、翰林学士となり、新羅帰国後、礼部卿を務めた。